# راينر هولمان
راينر هولمان (بالألمانية: Reiner Hollmann) ـ (ولد في 30 سبتمبر 1949) هو لاعب كرة قدم ألماني معتزل، يعمل الآن بالتدريب.

## لاعبًا
بدأ هولمان نشاطه الكروي لاعبًا في قطاع الشباب بنادي آينتراخت دويسبورغ، ثم لعب لكل من روت-فايس أوبرهاوسن وآينتراخت براونشفايغ في الفترة من 1970 إلى 1984. وقد شارك في تلك المدة في 350 مباراة في البوندسليغا، أحرز فيها 33 هدفًا.
شارك هولمان مع المنتخب الأولمبي الألماني في الألعاب الأولمبية الصيفية 1972 في ميونخ.

## مدربًا
عمل راينر هولمان بعد اعتزاله مديرًا فنيًا لعدد من الفرق داخل ألمانيا وخارجها، ومنها كارل زايس يينا الألماني (1992 ـ 1993)، وغلطة سراي التركي (1993 ـ 1994)، الذي أحرز معه بطولتي كأس السوبر التركية والدوري التركي في ذلك الموسم، ونادي ساربروكن الألماني (1994 ـ 1995)، والنادي الأهلي المصري (1995 ـ 1997)، الذي جمع معه بين بطولتي الدوري والكأس في موسم 1995ـ1996، ثم نال معه بطولة الأندية العربية أبطال الدوري، ثم بطولة الدوري المصري 1996ـ1997، ثم كأس السوبر العربي سنة 1997، ثم درب نادي الهلال السعودي (1998 ـ 1999) ثم نادي النصر الإماراتي (1999 ـ 2000)، وعدد آخر من الأندية العربية.

## روابط خارجية
- راينر هولمان على موقع الاتحاد الدولي (مؤرشف)  (الإنجليزية)
- راينر هولمان على موقع قاعدة بيانات كرة القدم.إي يو (الإنجليزية)
- راينر هولمان على موقع عالم كرة القدم.نت (الإنجليزية)
- راينر هولمان على موقع أوليمبيديا (الإنجليزية)